# David (miniserie)
David är en tysk/amerikansk/italiensk miniserie från 1997.

## Handling
Officiell handling: "Gud förser Israels folk med två kungar via profeten Samuel; den store krigaren Saul som till sist sviker Gud – och David, Goliats besegrare. David ger storhet och ära till den Israeliska monarkin, men sedan syndar även han mot Guds bud - han förför en vacker kvinna och ser till att hennes man mördas. Mönstret av död och våld fortsätter sedan inom hans egen familj."

## Om filmen
- Följer efter avsnitten: Genesis, Abraham, Jacob, Josef, Moses och Simson och Delila.
- Del 11 och 12 av 21 i Bibelserien.

## Rollista (urval)
- Nathaniel Parker - David
- Jonathan Pryce - Saul
- Leonard Nimoy - Samuel
- Sheryl Lee - Bathsheba